# Синлапа-ача, Банхан
Банхан Синлапа-ача (тайск. บรรหาร ศิลปอาชา; 19 августа 1932, Супханбури, Королевство Сиам — 23 апреля 2016, Бангкок, Таиланд) — тайский бизнесмен, политический и государственный деятель, премьер-министр Таиланда (1995—1996).

## Биография

### Бизнес-карьера
Родился в семье китайских иммигрантов, которые продавали ткань на рынке Суфан Бури. Его оригинальным китайским именем было Tек Сиань се Пэ.
После окончания школы он переехал в Бангкок и сначала работал в качестве курьера в офисах. Лишь гораздо позже, когда он уже был политиком, он получил заочное высшее юридическое образование в Университете Рамкхамэнга.
Став самозанятым, получил выгодные правительственные контракты в пользу высоких должностных лиц в Бюро общественных работ. Например, он был уполномочен поставлять хлор для водоснабжения. Затем он основал строительную компанию, которая продолжала работать в основном для Бюро общественных работ. Во период быстрого экономического роста 1960-х годов правительство поручило его компании подряды на многие крупные проекты, в частности, военные объекты. Он также торговал зерном и строительными материалами. Успешная работа предприятий, работающих на различных рынках, позволила ему стать миллиардером.

### Политическая деятельность
В 1974 году началась его политическая карьера, он был избран в городской совет Супханбури от правоконсервативной Тайской народной партии. В 1976 году был избран заместителем генерального секретаря партии, сенатором, а затем депутатом Палаты представителей. Выступал в качестве одного из ключевых партийных спонсоров. Ему неоднократно приходилось сталкиваться с обвинениями в приобретении политической поддержки и лояльности в обмен на деньги. В тайской прессе он получил прозвище «Мобильный банкомат». Хотя он не относился к кланам, создававшим Тайскую народную партию, он приобрел в ней значительное влияние.
В своей родной провинции Супханбури активно занимался социальными проектами и благотворительностью. Многие социальные объекты, в частности, школы были названы в его честь.
В 1981 году он был избран на пост генерального секретаря Тайской народной партии.
Неоднократно входил в правительство Таиланда:
- В 1980—1983 годах — министр сельского хозяйства,
- В 1986—1988 годах — министр транспорта и коммуникаций,
- В 1988—1990 годах — министр промышленности,
- С января по декабрь 1990 года — министр внутренних дел,
- В 1990—1991 годах — министр финансов. На этом посту распределял ресурсы в пользу родной провинции Супханбури, что, в частности, позволило построить там дороги, которые были заметно более качественными, чем в других регионах страны.

Несмотря на военный переворот 1991 года, уже в апреле следующего — 1992 года, он получает назначение на пост министра транспорта. Однако после смещения военного кабинета под давлением народных протестов Тайская народная партия на некоторое время оказывается в оппозиции.
В 1994 году он занял пост председателя партии и стал лидером парламентской оппозиции. Считается инициатором создания системы массовой скупки голосов избирателей в Таиланде.
После победы партии на парламентских выборах в мае 1995 года король назначил его на пост премьер-министра Таиланда. Сформированный им многопартийный кабинет имел негативную репутацию из-за обвинений в коррупции. Сама коалиция получила название «7-11», поскольку была сформирована из 7 партий и 11 внутрипартийных групп. С самого начала правительство показало свою недееспособность, поскольку оказалось в состоянии перманентных внутренних конфликтов. Сам премьер занял одновременно пост министра финансов.
В сентябре 1996 года часть партий объявила о выходе их коалиции и правительство во главе с премьер-министром ушло в отставку.
На парламентских выборах в ноябре 1996 года Тайская народная партия потеряла больше половины мест и ушла в оппозицию. Несмотря на то, что представители партии до 2005 года входили в состав правительств, сам Банхан не получал министерских должностей. В 2006 году вместе с двумя другими оппозиционными партиями призывал к бойкоту выборов, однако через год вступил в правящую коалицию.
В 2006 году Конституционный суд за фальсификацию выборов запретил трем правящим партиям и их лидерам, включая Банхана, в течение пяти лет заниматься политической деятельностью. Однако остальные члены партии перерегистрировали её под названием «Партия развития» Находясь вне политической сцены, он контролировал не только членов партии, но и министерства, которые они возглавляли.
Его сын и дочь также занялись политической деятельностью и занимали посты заместителя министров в кабинете Абхисита Ветчачивы.

## Награды
- Рыцарь Большого креста ордена Святых Михаила и Георгия[3]